# Этюды о свободе
«Этюды о свободе» — российский мини-сериал Владимира Мирзоева, представляющий собой антиутопию на темы возможного будущего страны. Первый сезон из трёх серий вышел в апреле 2018 года, второй — в январе 2023 года.
«Мы пугаем будущим, чтобы оно не наступило», заявляют создатели ленты на постере сериала.

## Сюжет
Тайны сугубо личной жизни и вторжение в глубоко интимный мир каждой семьи, узаконенное посягательство государства на свободу творчества художника, запрет самовыражения человека и даже сомнение в самом его праве на жизнь — это темы, затрагиваемые в киноповествовании.

## Съёмочная группа
- Авторы сценария — Павел Гельман, Михаил Соколовский (1 сезон), Ася Волошина, Анна Рулевская, Юлия Тупикина (2 сезон)
- Режиссёр сериала — Владимир Мирзоев
- Оператор — Максим Трапо (1 сезон), Владимир Борисов (2 сезон)
- Композитор — Лада Раскольникова (1 сезон), Пётр Налич, Александр Маноцков (2 сезон)
- Художник — Фёдор Савельев (1 сезон), Алиса Меликова (2 сезон)
- Продюсеры — Наталья Синдеева, Владимир Мирзоев, Андрей Анненский (1 сезон), Вера Микова, Екатерина Мирзоева (2 сезон)

## В ролях

### Сезон 1
- Максим Суханов — Михаил («Наставники»)
- Юлия Салмина — Анна («Наставники»)
- Ольга Лерман — Лена («Наставники»)
- Филипп Котов — Костя («Наставники»)
- Максим Виторган — Эдуард («Опасный человек»)
- Елена Михайлова — Женщина («Опасный человек»)
- Сергей Беляев — Мужчина («Опасный человек»)
- Станислав Павлов — Доктор («Опасный человек»)
- Кирилл Козаков — Николай Николаевич («Рай»)
- Мария Лаврова — поэтесса («Рай»)
- Ирина Вилкова — горничная («Рай»)
- Любовь Селютина — секретарша («Рай»)

### Сезон 2
- Анатолий Белый — Катков («Похороны на Марсе»)
- Варвара Шмыкова — Анна («Похороны на Марсе»)
- Мария Рыщенкова — Вера («Похороны на Марсе»)
- Елена Шевченко — Оксана («Похороны на Марсе»)
- Мария Ахметзянова — Сима («Похороны на Марсе»)
- Александр Доронин — Виктор («Отнимая волю»)
- Анастасия Евграфова — Тася («Отнимая волю»)
- Андрей Сипин — адвокат («Отнимая волю»)
- Юлианна Михневич — Ольга («Дорогое удовольствие»)
- Сергей Зайцев — Василий («Дорогое удовольствие»)
- Андрей Шарков — Меркулов («Дорогое удовольствие»)

## Эпизоды

### Сезон 1
Премьера трёх серий первого сезона прошла на телеканале «Дождь» 8 апреля 2018 года (просмотр был доступен по платной подписке).
| № серии | Название серии  | Описание серии |
| ------- | --------------- | --- |
| 1       | Наставники      | К молодой паре Косте и Лене приходит в дом более зрелая супружеская пара, Михаил и Анна. Они говорят, что по недавно принятому закону, каждой молодой семье теперь назначаются более опытные «кураторы», советы которых помогут избежать молодым проблем в семейной жизни. Главное же, как утверждает Михаил, верить, что они живут в самой великой стране. Считая разговор исчерпанным, Костя пытается проводить гостей, но Михаил вдруг резко переходит на обвинения Кости в том, что он не любил Лену. Убеждая молодых в том, что у них серьёзные проблемы, Анна предлагает и их решение: частый и «креативный» секс. Она и Михаил также признаются в том, что принадлежат к Тайной лиге коллективного секса и что, узнав о введении кураторства молодых семей, сразу решили внедриться внутрь этой инициативы, чтобы пропагандировать свои идеи.                                                                                                   |
| 2       | Опасный человек | Сценариста Эдуарда приглашают в Комиссию по профилактике экстремизма в культуре. Беседу с ним в пустынном парке проводят Мужчина и Женщина, рядом присутствует безмолвный Доктор. Речь идёт о ещё не опубликованном сценарии Эдуара, который члены Комиссии находят слишком депрессивным и потому потенциально опасным, поскольку в 32 сценах из 64 идёт дождь. Женщина предлагает сократить число сцен с дождём до двух (потом повышая допустимое число до пяти), иначе его взгляд на мир неизбежно приведёт к желанию «что-то изменить» и в конечном счёте к экстремизму. Собеседники также намекают Эдуарду, что им известно, что его жена ушла к режиссёру театра и это могло сказаться на характере сценария. Эдуард отказывается сокращать число сцен с дождём больше, чем до 16-ти и угрожает повеситься в случае, если ему этого не разрешат. Тут же Доктор готовит виселицу, и под взглядами Мужчины и Женщины Эдуард действительно вешается. |
| 3       | Рай             | Две девушки проходят собеседование для устройства на работу к загадочному Генриху Витальевичу, обладающему большой властью и богатством. В случае приёма им надо будет отказаться от всех связей в этом мире и жить у «Хозяина» (Генриха Витальевича), выполняя все его приказания, при этом они ни в чём не будут нуждаться. Собеседование проводит ближайший помощник Хозяина Николай Николаевич. После согласия и подписания договора одна из девушек, поэтесса, падает в обморок, выпив бокал шампанского. Когда она приходит в себя, вторая девушка, принятая как горничная, сообщает ей, что они уже второй день в «Раю», однако случилось страшное: ночью умер Генрих Витальевич. Согласно договору, вся прислуга в доме после его смерти будет уничтожена, поэтому девушки доживают последние минуты жизни. |

### Сезон 2
Премьера трёх серий второго сезона прошла на телеканале «Дождь» 1-6 января 2023 года.
| № серии | Название серии       | Описание серии |
| ------- | -------------------- | --- |
| 1       | Похороны на Марсе    | Топ-менеджер крупной компании Катков обращается в агентство по продаже участка земли на престижном кладбище на Марсе. Разговаривая с агентом по продаже Анной, он пытается вспомнить, где же он мог видеть её. Наконец, она сама подсказывает ему, что она когда-то работала у него секретаршей, но после мимолётной связи с ним он выгнал её. Внезапно на месте Анны оказывается женщина, которую он много лет назад сбил на машине в состоянии опьянения, причём вину свалили на неё; затем — его бывшая жена, с которой он расстался, забрав ребёнка; затем — его дочь Сима, которая покончила с собой из-за наркозависимости. Все женщины задают Каткову вопрос о том, не стыдно ли ему за его отношение к ним. Оказывается также, что на самом деле от лица женщин говорит нейросеть, задача которой — проверить, не испытывает ли человек вины за свои поступки в прошлом, и если чувство вины есть — человек будет умерщвлён… |
| 2       | Отнимая волю         | Виктор, мужчина средних лет, уже десять лет находящийся в заключении как участник «оранжевых бесчинств» начала 2020-х годов, внезапно получает свидание с молодой женщиной по имени Тася: как она утверждает, согласно современному законодательству он может моментально оформить «электронный развод» с женой и брак с ней, получив свидание на сутки. Виктор соглашается, хотя до конца не верит происходящему. Когда, уже незадолго до окончания срока свидания, Тася интересуется, как проходила та деятельность, за которую Виктора осудили, он рассказывает ей о политическом флэш-мобе, во время которого люди оставляли в разных уголках города фигурки лего-человечков с оппозиционными лозунгами, а затем тысячи людей вышли на митинг. На вопрос об участии в этом известного артиста Городецкого Виктор признаёт, что идея флэш-моба принадлежала именно ему. В это время Тасю уводят конвоиры, а к Виктору заходит адвокат с предложением подать заявление на условно-досрочное освобождение. Спустя несколько часов Виктор слышит, как по телевизору воспроизводят его разговор с Тасей как пример доноса и сообщают о смерти Городецкого. |
| 3       | Дорогое удовольствие | Ольга живёт в обществе, в котором лояльные власти жители вечно молоды благодаря доступу к омолаживающим процедурам. Но муж Ольги стал «врагом народа» и арестован, теперь она из 25-летней женщины превратилась в опустившуюся 60-летнюю старуху и скоро умрёт. Её знакомый врач предлагает ей сделку: он приводит Ольгу в клуб, где богатые молодые люди платят за возможность встречаться с пожилой дамой, а часть выручки Ольга отдаёт Василию. Дела Ольги налаживаются, она успешно поддерживает себя в состоянии элегантной дамы в возрасте. В это время художник Меркулов, также «отключённый» от омоложения, предлагает Ольге посетить другое общество. Ольга приходит туда и видит пожилых людей, которые мирно беседуют за столиками, а потом каждый берёт по печенью; одно из них может оказаться отравленным. Сама Ольга тоже вступает в эту смертельную игру… |

## Производство
Телеканал «Дождь» впервые выступил сопродюсером digital-сериала. Бюджет шоу был минимальным: по словам Владимира Мирзоева, общая стоимость производства всех трёх серий составила около 2 миллионов рублей. Сериал неоднократно сравнивался с такими многосерийными антиутопиями как «Чёрное зеркало» и «Рассказ служанки». Авторы «Этюдов о свободе» подтверждают, что черпали вдохновение в том числе и в этих проектах.